# Bartolomeo de San Concordio
Bartolomeo de San Concordio (Bartolomeo Pisano, Bartholomew, Bartholomaeus Pisanus) est un historien, traducteur, grammairien et frère dominicain, né en 1262 à San Concordio une banlieue de Lucques, situé au sud-est de Sant'Anna et à l'est de San Donato près de Pise en Toscane et mort à Pise le 12 juillet 1347. Sa langue maternelle était le toscan. Il est probablement né d’une famille noble (certaines sources nous laissent croire qu’il pourrait s’agir de la famille Granchi). Il fut célèbre et reconnu de son vivant par son éloquence et son style d’enseignement efficace. Il composa différents traités sur la langue latine et fit des notes sur Sénèque et Cicéron. Il entreprit aussi une chronique de son couvent jusqu'en 1314. Il joua un rôle notable non seulement comme canoniste, mais aussi comme traducteur de premier ordre, et il a participé à l'œuvre de diffusion de la culture qui devait conduire à l'humanisme.

## Études
Bartolomeo da San Concordio naquit en 1262 dans le château de San-Concordio, près de Lucques.
Il a reçu très jeune les ordres et est entré au couvent dominicain de Sainte-Catherine (Santa Caterina) à l'âge de quinze ans. Il étudie le droit et la théologie à Pise, Bologne, puis il s’expatria en Francie à Paris en 1285. L'organisation interne des ordres religieux, ainsi que les pratiques de recrutement concurrentielles entre les écoles et les universités de la péninsule, encourageaient les voyages dans toute la péninsule Italienne et au-delà. L'existence péripatéticienne des enseignants et des étudiants, en particulier, met en évidence la nature fluide des échanges intellectuels à cette époque.

## Enseignement
À la fin de ses études, il revint quelques années plus tard en Italie pour enseigner la logique, la philosophie et le droit canonique dans les écoles de l'ordre dominicain principalement. Il se déplaça tout au long de sa riche carrière, mais enseigna principalement à Pise. Il fit un court séjour à Todi (1292-1293), à Rome dans le couvent de Santa Maria sopra Minerva au cours des années 1299 et 1300 en tant que lector Sententiarum. Il retourna dans sa région natale la Toscane en tant que lector à Florence au couvent Marie Novella (1297-1304), il poursuivit à Arezzo et la commune de Pistoia, toujours en Toscane en tant que lector principalis theologiae. De 1312 à 1326, il est de retour à Pise dans le couvent de Sainte-Catherine, où la bibliothèque a été construite sous ses soins. D’un âge vénérable et célèbre de ses ouvrages en volgare, il y termine sa carrière où il dirigea le studium en 1335. Il y resta jusqu'à sa mort, en juillet 1347 (le 11 ou 12 juillet) âgé de 85 ans,.

## Notoriété
Les érudits italiens de l’époque disaient de lui qu’il voulait toujours inculquer de nouvelles méthodes « voluit semper futuros de utilibus informare ». On disait également à son sujet : « Il n’y a pas de discipline séculière ou ecclésiaste qu'il ne connaisse » « non est apud nos, sive saecularibus sive ecclesiasticae disciplinae, quem non sciverit » et que sa mémoire était presque comme une bibliothèque de textes « esset eius memoria quasi quoddam armarium scripturarum ». Bartolomeo avait effectivement acquis plusieurs notions grâce aux écrits laissés par les anciens sur la mémoire. Il était reconnu à l’époque comme un humaniste et volgarrizatore, grâce à ses commentaires marquants sur les oeuvres Virgile et Sénèque et également avec la traduction de Salluste qu’il a réalisée dans son dialecte toscan natal. Cette réalisation fut grandement appréciée, car la lecture était inaccessible pour plusieurs de par son latin complexe. Face au style ardu de Salluste, Bartolomeo de San Concordio  a su utiliser tous les procédés expressifs de sa langue. Il atteignit une élégante concision dans ses textes face aux habituels prosateurs médiévaux. Il se permit de raboter l'angularité du texte latin lorsque la nature de la langue vernaculaire suggérait des formules narratives différentes. Cette procédure lui permit d’y faire ressortir toutes les subtilités possibles par rapport au texte original. Le succès artistique de Bartolomeo de San Concordio résulte de l'équilibre entre le texte original et la liberté dans l'utilisation du toscan. Cette formule se révélera décisive pour le progrès futur de la prose du XIVe siècle. Les traductions de Bartolomeo ont fourni un modèle utile pour les érudits de l’époque et mis en valeur ses œuvres importantes. Grâce à son travail, il a contribué à la diffusion de la connaissance de la Rome antique et du monde classique. Le phénomène volgarizzamento auquel Bartolomeo de San Concordio  a participé a encouragé le développement d'une prose narrative originale en langue vernaculaire. Dans la Chronica du célèbre couvent de Sainte-Catherine à Pise, où il a terminé sa vie, celle-ci célèbre ses qualités humaines, intellectuelles et morales, rappelant également son talent de prédicateur.
Concernant ses traductions volgares, Bartolomeo reçu les éloges de Salvati et qui selon lui, cette langue était « la plus belle et la plus noble qui ait jamais été écrite à cette époque ». Plusieurs autres dont Lombardelli, Parini et Puoti ont vanté sont l’élégance, la fluidité et la richesse expressive de ses textes.

## Ses travaux majeurs
La production littéraire de Bartolomeo de San Concordio est constituée d'œuvres qui trouvent leur place dans la société de l’époque. Il écrit des manuels au service de l'enseignement et de la prédication, qui promeuvent un modèle typiquement dominicain de culture et de moralité.
Parmi ses œuvres majeures, Bartolomeo de San Concordio  procéda à plusieurs traductions vernaculaires dont le manuel rhétorique Documenta antiquorum. Celui-ci a été volgarisé par lui-même lors de son séjour au couvent de Santa Maria Novella sous le nom Ammaestramenti degli antichi dans lequel il a classé et commenté environ deux mille phrases provenant d'une centaine d’écrivains,. Il a rassemblé les exemples et les jugements chrétiens et païens dans quatre traités (I : Delle dispositions naturali ; II : Di virtudi ; III : Di vizi ; IV : Delle cose di ventura) et quarante distinctions.
Le premier traité, Delle dispositions naturali (De naturalibus dispositionibus), est une introduction dans laquelle on souligne l'inutilité morale, la caducité des qualités corporelles et on célèbre les bonnes dispositions de l'esprit, ainsi que la doctrine et les saines habitudes de vie.
Le second traité, Di virtudi (De virtutibus), introduit trois distinctions générales pour une étude plus approfondie, De actibus, qui sunt viae ad virtutes, De virtutibus in comuni et De raris et difficilibus. Elles sont suivies par une exploration, non pas tant des vertus individuelles que des groupes d'attitudes au sein desquelles les vertus se développent (De vigiliis et orationibus, De studio, etc.). L’œuvre de Bartolomeo traite dans l'ordre les vertus du caractère individuel, puis celles liées à la coexistence humaine. De par son enseignement dominicain, une grande place est consacrée à l'utilité de l'enseignement et de la prédication. Il donne des conseils et des enseignements (De doctrina et modo dicendi) sur l’art de prêcher. Le deuxième traité se termine par les pages De quiete et ludo, c'est-à-dire sur l'eutrapelia ou le juste milieu entre la rusticité et la bouffonnerie selon Aristote.
Le troisième traité, Bartolomeo de San Concordio  commence également par trois distinctions pour une étude plus approfondie (De principiis peccatorum, De peccatis in generale, De multiplici peccatorum poena). Elles sont suivies de celles consacrées aux péchés capitaux, aux vices des femmes et aux péchés de la langue.
Le dernier traité, De rebus fortunae, mentionne les règles de conduite à l'égard de la fortune, des richesses et des honneurs, à une sorte de De regimine principis. Peut-être fut-il inspiré de l’œuvre du frère dominicain, Thomas d’Aquin qui a largement inspiré l’éthique et la politique de l’époque (il fut canonisé au début du XIVe siècle). Effectivement, Albert le Grand et Thomas d’Aquin ont été les pionniers de l'étude de la philosophie morale aristotélicienne au sein de l'Ordre des Prêcheurs. L'engagement des Dominicains dans cet aspect du corpus aristotélicien semble avoir augmenté de manière significative au XIVe siècle.
Le frère Bartolomeo de San Concordio considère la moralité humaine surtout dans un contexte social, avec une modération de jugement et un sens de la coexistence civile qui convenaient bien aux communes. Le frère utilise une multitude de sources très différentes. Celles-ci vont de la Bible aux grands maîtres du christianisme (Saint-Jérôme, Cassiodore, Boèce, Saint-Grégoire le Grand, Saint-Isidore de Séville), des mystiques et allégoristes des XIIe et XIIIe siècles (Hugues de Saint-Victor, Pierre de Blois, Saint-Bonaventure) aux philosophes (Aristote et ses commentateurs arabes, Saint-Thomas, Gilles de Rome), des auteurs de traités (Vincent de Beauvais, Guillaume Peraldo) aux moralistes (Innocent III). Il cite également un grand nombre d'écrivains latins (Térence, Cicéron, Horace, Ovide, Juvénal, Sénèque, Quintilien, Valère Maxime, Aulu-Gelle, etc.), qui sont également utilisés pour des anecdotes paradigmatiques.

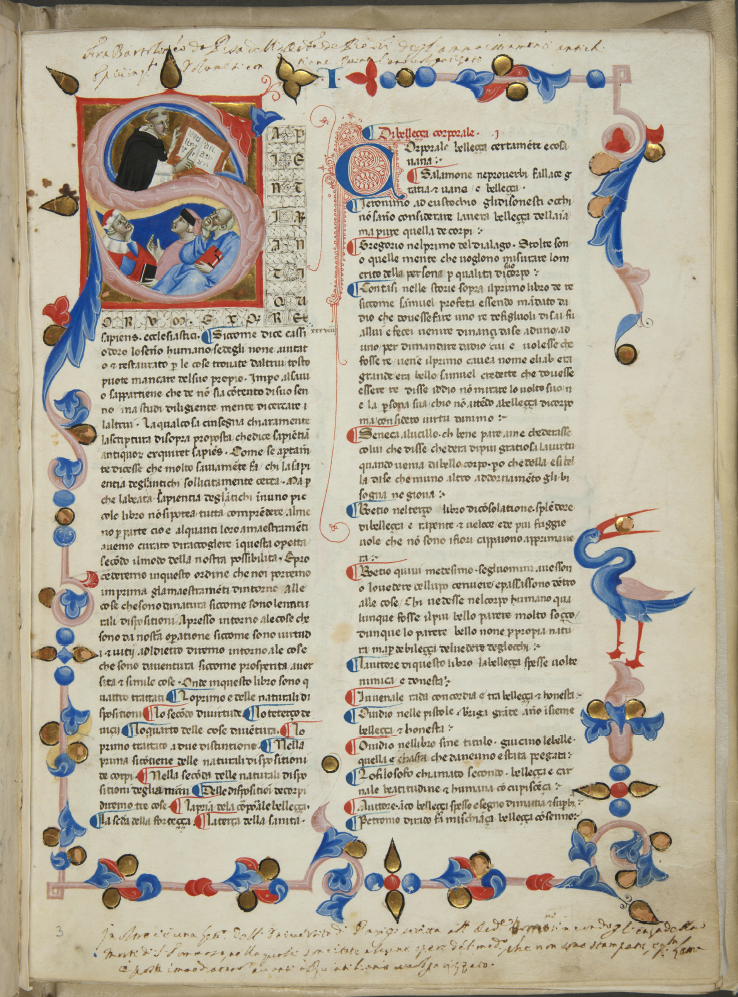
Extrait original du livre Ammaestramenti degli antichi, par Bartolomeo de San Concordio

Il aurait dédié son livre Ammaestramenti degli antichi à un ami proche de Corso Donati, Geri Spini, un banquier, homme d’affaires et l'un des plus grands chefs des Guelfes noirs à Florence qui fut l’un des principaux dirigeants en 1302 et 1308,. Cette œuvre fut réalisée au cours des première années du XIVe siècle lors de son séjour à Florence. Bartolomeo de San Concordio  y consacre un chapitre remarquable intitulé «Choses qui servent à une bonne mémoire». Ce chapitre explique que celui qui souhaite garder en mémoire différentes choses doit avoir l’habileté d’ordonner son esprit de telle façon qu’une chose en suggère une autre. Il y expose également huit préceptes: 
1. Apprendre dès l’enfance
2. Être fortement attentif
3. Repenser souvent
4. Ordonner
5. Commencer du début
6. Saisir les ressemblances
7. Ne pas charger la mémoire d’un trop grand nombre de choses
8. Utiliser des vers et rimes[16]

Cette œuvre fut très appréciée pour son efficacité, sa brièveté et sa clarté, et pour le style précis et énergique. Elle figure parmi les premières apparitions de littérature en volgare qui fut le début de la réappropriation du savoir dialogique des Anciens.
Vers 1310, les traductions de Salluste révèlent un auteur soucieux de reproduire le style concis et puissant de son original.
Il était surtout connu à la fin du Moyen Âge pour son guide destiné à la préparation intellectuelle des prêtres pour un exercice prudent, discret et informé de la fonction de confesseur, Une Summa casuum consientiae,, qui fut traduite sous le titre Pisanella, Pisana, Magistruccia ou Maestruzzo. Cette œuvre fut écrite durant les premières années après son retour à Sainte-Catherine à Pise (1335-1338). Bartolomeo de San Concordio  figure parmi les rares ayant traité un guide sur la confession, à proposer la dénonciation pour la correction fraternelle (correctio fraterna) et pour l’inquisition (inquisitio).
Il fit la traduction de divers sermons, plusieurs ouvrages de grammaire, une métrique d’orthographe fortement inspirés du grammairien Priscian de l’Antiquité tardive, d'Uguccione et d’autres des grammairiens notables (le traité De arte metrica, De dicionibus proferendis, ou De accentu, et De dicionibus scribendis ou De orthographia). Il a également traduit plusieurs œuvres classiques majeures, avec une préférence pour l’orthographie classique, dont la Catilina et Jugurtha. Selon la Chronica de son couvent, plusieurs œuvres de Bartolomeo de San Concordio  n’ont pas été retrouvées, telle qu’un traité De virtutibus et vitiis, les commentaires des tragédies de Virgile et de Sénèque, une Tabula ad inveniendum Pascha, ou encore des œuvres comme le petit traité De memoria, et en langue vernaculaire, le Trattato della memoria artificiale.

## Influence
En tant que grammairien, il était un admirateur convaincu de la Poetria nova de Geoffrey de Vinsauf, dont il a écrit un commentaire dans Documenta antiquorum. Il adhère également aux enseignements du frère dominicain, Thomas d'Aquin. L’œuvre de celui-ci (De regimi ne principuni) est également citée dans la Documenta antiquorum.

## Proximité avec les guelfes noirs
La présence de Bartolomeo de San Concordio à Florence entre 1297 et 1304 coïncide avec intensification des luttes intestines entre les familles Cerchi (guelfes blancs) et Donati (guelfes noirs). Son ouverture à la langue vernaculaire semble être liée à l’utilisation de la langue utilisée par les Guelfes noirs. De plus, plusieurs commandes ont été faites par des hommes Guelfes d’importance (Nero Cambi, Geri Spini). Toutefois, selon les sources disponibles, les liens entre le frère dominicain, la commune de Florence, ainsi que les autres membres de la communauté ne sont pas clairs à ce jour.

## Œuvres
- Summa de casibus conscientiæ
- De documentis antiquorum
- Ammaestramenti degli antichi, imprimés pour la première fois à Florence en 1585, in-12 ; une seconde édition en 1661, in-12 et enfin en 1734, in-4°.
- Degli ammaestramenti o istituti de’ santi Padri, bibliothèque ducale de Florence.